# Jules Bara

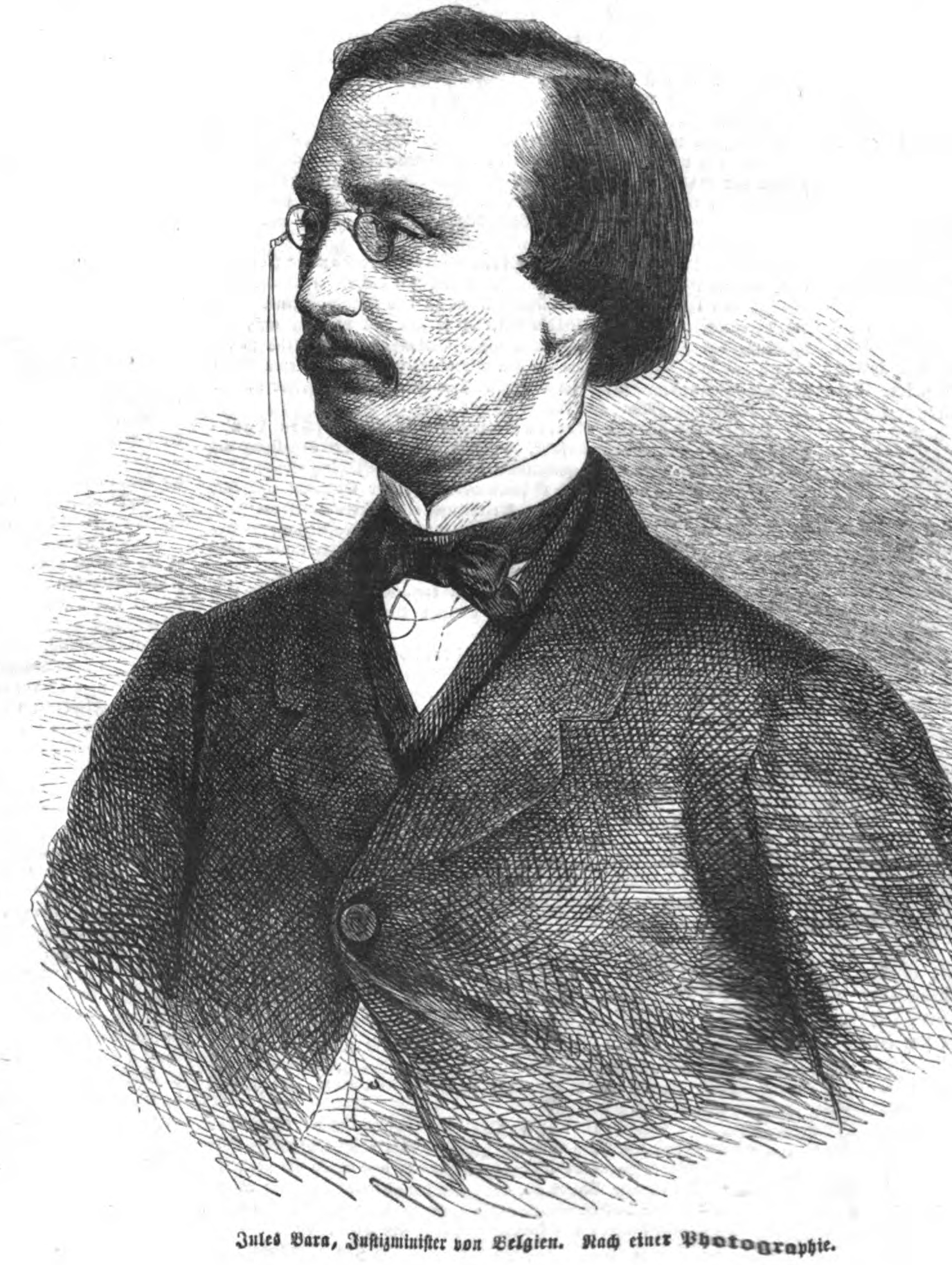
Jules Bara, Justizminister von Belgien, 1865.

Jules Bara

Jules Bara (* 3. August 1835 in Tournai; † 26. Juni 1900 in Sint-Joost-ten-Node) war ein belgischer Staatsmann.

## Wissenschaftliche Arbeit
Bara studierte Rechtswissenschaften, schloss das Studium mit der Promotion zum Dr. Jur. ab und arbeitete als Anwalt. Später lehrte er in Brüssel als Professor an der Universität.

## Politik
Zwischen November 1862 und 1894 war Jules Bara Abgeordneter für den Wahlkreis des Arrondissements Tournai in der Abgeordnetenkammer. Im Parlament zeichnete er sich bald als einer der ersten Redner auf liberaler Seite aus. Nach dem Rücktritt des Justizministers Victor Tesch wurde er auf diesen Posten berufen. Er brachte sofort eine Gesetzvorlage zur Abschaffung der Todesstrafe ein, die aber im Juni 1868 verworfen wurde; dagegen setzte er 1869 die Aufhebung der Schuldhaft durch.
Nachdem am 2. Juli 1870 das Ministerium Frère-Orban zurückgetreten war, nahm Bara als Deputierter seinen Sitz in der Kammer wieder ein. Mit großer Heftigkeit leitete er im November 1871 die Angriffe seiner Partei gegen das klerikale Ministerium d’Anethan, als dieses den in die berüchtigte Langrand-Dumonceau-Affaire verwickelten Klerikalen Pieter Dedecker zum Gouverneur von Limburg ernannte, und brachte es zum Fall. Auch das nun folgende klerikale Ministerium Malou bekämpfte er mit unermüdlicher Ausdauer wegen seiner Schwäche gegen die Anmaßungen, Gesetzesübertretungen und verfassungswidrigen Agitationen der Ultramontanen und des Klerus sowie wegen der Besetzung aller Ämter, besonders aller Richterstellen, mit entschiedenen Anhängern der klerikalen Partei.
Als bei den Wahlen am 11. Juni 1878 die Liberalen einen ebenso unerwarteten wie entschiedenen Sieg erzielten und das Ministerium Malou entlassen wurde, übernahm Bara wieder in dem von Frère-Orban gebildeten Kabinett das Justizministerium, das er bis 1884 behauptete. 1894 bis 1900 war er Mitglied des Senates.